# 馬來似人面蟹
馬來似人面蟹（学名：Homologenus malayensis）为人面蟹科似人面蟹屬下的一个种。